# Admissão à educação superior
A admissão à educação superior ou acesso ao ensino superior é o processo pelo qual os estudantes entram na educação superior em universidades. Os sistemas variam muito de país para país e, por vezes, de instituição para instituição.
Em muitos países, os potenciais estudantes universitários inscrevem-se para a admissão durante o seu último ano da escola secundária ou do colégio comunitário (community college). Na maioria dos países do mundo, os processos são conduzidos internamente pelas próprias universidades organizadas de forma individual ou em redes de universidades, ao passo que noutros foram criadas organizações ou agências governamentais para centralizar a administração das provas de admissão padronizadas e o processamento das candidaturas.

## Europa

### Alemanha
Na Alemanha, a principal prova vocacional de admissão à universidade é a Abitur, um procedimento que varia de Estado para Estado e que testa os alunos em cinco áreas de conhecimento (pelo menos uma tem de ser oral). Embora algumas disciplinas testadas possam ser adicionalmente escolhidas pelo aluno, todas estas áreas devem ser cobertas na prova vocacional do aluno:
- Língua, literatura e as artes
  - Alemão, línguas estrangeiras (tipicamente Latim, Grego Antigo, Inglês, Francês, Espanhol, Italiano, Português ou Russo), raramente Holandês, Chinês, Japonês, Hebraico Antigo, Turco, Grego Moderno e Polaco.
  - Música, artes visuais e cénicas, literatura
- Ciências sociais
  - Ciência política, história, geografia, economias
  - Psicologia, filosofia, religião, éticas
- Matemáticas, ciências naturais e tecnologias
  - Matemáticas, físicas, química, biologia
  - Ciências da computação, tecnologia, ciência nutricional
- Desportos

Ocasionalmente, em vários Estados as escolas secundárias (especialmente as berufsorientierte Gymnasien) oferecem ainda à escolha disciplinas vocacionais, como pedagogia, informática de negócios, biotecnologia e engenharia mecânica.
As provas vocacionais finais Abitur são geralmente feitas de março a maio e em junho. Cada prova básica escrita leva cerca de três horas; a prova básica oral dura cerca de vinte minutos e as provas básicas escritas são em formato de ensaio. Os trabalhos práticos são classificados por pelo menos dois professores na escola do aluno. Na maioria dos Estados da Alemanha, os estudantes podem preparar uma apresentação, um trabalho de pesquisa ou participar numa entrevista vocacional ou numa competição, e podem fazer provas básicas orais adicionais para aprovação na Abitur se a prova básica escrita tiver corrido mal.
Os futuros alunos que passaram na prova vocacional Abitur, podem decidir livremente em que área se inscrever. Recentemente, porém, em algumas poucas áreas de conhecimento mais populares e mais desejadas, nomeadamente a arquitetura e a medicina, os estudantes têm que passar por um certo numerus clausus — isto é, eles não se podem matricular, a menos que tenham pontuado uma nota média mínima no seu Abitur.
Existem dois tipos de instituições de educação superior na Alemanha, as universidades (incluindo Technische Hochschulen) e os Fachhochschulen (universidades de ciências aplicadas (politécnicos) ). Um potencial estudante que passou na Abitur está qualificado para admissão em todas as universidades alemãs, com a exceção de poucos novos programas de licenciatura, para os quais foram introduzidos recentemente trabalhos práticos vocacionais de admissão adicionais. Uma Fachhochschule, em contraste, geralmente exige que o aluno conclua um estágio para se qualificar para a admissão.
Há também uma segunda prova vocacional de conclusão de curso na Alemanha, que qualifica potenciais alunos para admissão na educação superior na Alemanha, a Fachhochschulreife, frequentemente chamada Fachabitur num uso coloquial. Um estágio já faz parte da própria Fachhochschulreife em si, portanto, uma Fachhochschule não requer estágio adicional do aluno. No entanto, a maioria das universidades não aceita esta qualificação para admissão. Uma exceção são as universidades no estado alemão de Hesse, que aceitam essa qualificação desde 2004 para admissão aos cursos do grau de Licenciatura, mas não para os tradicionais cursos do grau alemão de Diploma. Mas com a Fachhochschulreife (qualificação de entrada nas universidades de ciências aplicadas (politécnicos) ), um aluno pode-se matricular em qualquer Fachhochschule (universidade de ciências aplicadas) na Alemanha. Pode-se ver a diferença entre uma Universidade / Technische Hochschule e uma Fachoberschule muito rapidamente: a Fachhochschule tem frequentemente as palavras "Universidade de Ciências Aplicadas" antes do seu nome.

### Áustria, Suíça e Bélgica
A Áustria, a Suíça e a Bélgica provavelmente têm o sistema mais liberal de admissão universitária de qualquer lugar do mundo, uma vez que qualquer pessoa que tenha passado em qualquer momento a prova vocacional Matura pode se inscrever em qualquer área de estudo (ou mesmo em várias, sem custo adicional) numa universidade pública. Em ambos os casos a prova Matura não tem prazo de validade podendo ser usada para matrícula em qualquer altura. Também na Bélgica, o único pré-requisito para se matricular em estudos universitários é ter obtido um diploma da educação secundária (educação média). Tanto na Suíça quanto na Bélgica, os estudos médicos são uma exceção, os quais têm um sistema de numerus clausus devido à superlotação. Esta prática de admissão liberal levou ao aumento de alunos nas áreas de estudo mais populares, a psicologia e o jornalismo, bem como a altas taxas de sucesso nas provas básicas vocacionais que são extraoficialmente usados durante o 1º ano da licenciatura para filtrar os alunos com menos habilidades. Após uma decisão do Tribunal Europeu de Justiça, emitida em 7 de julho de 2005, que obriga a Áustria a aceitar nacionais de outros Estados-Membros da UE nas mesmas condições que os estudantes que fizeram o seu Matura na Áustria, uma lei foi aprovada em 8 de junho permitindo às universidades impor medidas para selecionar os alunos nas áreas que estão sujeitas a numerus clausus na vizinha Alemanha. A partir de 2006, as três universidades médicas (em Viena, Innsbruck e Graz) introduziram as provas básicas de admissão. Não há intenção de introduzir um número de vagas (numerus clausus) em qualquer outra área do conhecimento.

### Finlândia
Na Finlândia é relativamente fácil de ser aceite nos campus universitários - cerca de um terço das vagas de estudo são concedidas com base no certificado da educação secundária. O resto dos estudantes é admitido com base numa prova básica de admissão genérica sobre língua e cultura finlandesa realizada internamente na própria universidade, prova esta que não prazo de validade, podendo ser usada para candidatura em qualquer ano posterior. Depois de receber um local de estudo, o aluno deve aceitá-lo por escrito sob pena de perder a vaga. Caso os alunos recebam mais de um local de estudo, eles devem selecionar um. Durante o ano, uma pessoa pode aceitar apenas um único local de estudo numa instituição de educação superior. O sistema é aplicado através de uma base de dados nacional sobre admissão de estudantes.
No sistema finlandês, o numerus clausus é o único fator que limita o número de alunos. Depois de entrarem os alunos que apresentaram a candidatura em primeiro lugar, um estudante não pode ser expulso, não paga nenhuma propina e desfruta de todos os benefícios de estudante estadual.
Algumas áreas do conhecimento explicitamente encorajam os candidatos a avaliar as suas chances realisticamente. Por exemplo, um aluno pode-se inscrever a apenas uma escola de medicina por ano. Portanto, optar por matricular-se às escolas médicas mais competitivas é arriscado, se o aluno não tiver a certeza sobre sua habilidade.
Para as universidades de tecnologia, existe um mecanismo similar, mas menos rígido. Os estudantes ganham pontos de prioridade extra, o que pode aumentar os seus pontos para a primeira escolha em até 12,5%. Se um aluno é admitido em vários programas, ele não pode aceitar nenhum outro que não seja aquele com a maior prioridade.
O sistema finlandês de implementação do numerus clausus fornece uma comparação com o modelo alemão. Na Alemanha, o principal peso da seleção de alunos reside nas notas do Abitur (ou seja, diploma do ensino médio). Na Finlândia, que tem um prova básica vocacional semelhante em todo o país, a prova de matrícula (em finlandês "ylioppilastutkinto"), a maioria das seleções de estudantes é baseada em provas básica de admissão. Quase todos os programas de graduação têm um numerus clausus na qual a pontuação é calculada apenas com base na prova básica de admissão. A parte escrita geralmente consiste em perguntas abertas que solicitam que o candidato escreva redações sobre língua e cultura finlandesa. Perguntas de escolha múltipla são incomuns.

### Grécia
A admissão à educação superior da Grécia baseia-se no sistema de exames de admissão, nomeadamente os Exames Pan-helénicos (em grego: Πανελλήνιες εξετάσεις), que são fixados uma vez por ano pelo Ministério da Educação. Para serem elegíveis para os exames de admissão, os candidatos devem ser graduados da educação secundária (educação média) e possuir um certificado de conclusão da educação secundária numa escola secundária, escola técnica ou outra escola secundária particular reconhecida como equivalente. Na Grécia, o certificado governamental de conclusão do nível alto da educação secundária é o Apolyterio (em grego: Απολυτήριο). A admissão em instituições de educação superior depende de 1) pontuação (classificações) de aproveitamento nos exames de admissão das disciplinas escolhidas realizados numa base escrita, 2) com base nas notas de conclusão da educação secundária ou certificado da educação secundária técnica, 3) número de vagas disponíveis (numerus clausus) e nas preferências de classificação dos candidatos entre as instituições de educação superior.

### Irlanda
Na Irlanda, os estudantes no seu último ano da educação secundária (educação média) candidatam-se ao Gabinete Central de Candidaturas, listando vários cursos em qualquer uma das instituições de educação superior em ordem de preferência. Os estudantes recebem pontos baseados no seu Certificado de Conclusão da educação secundária (educação média) e em entrevistas vocacionais, e os lugares nos cursos são oferecidos àqueles que se candidataram e que receberam os pontos mais altos.

### Islândia
Tanto as universidades públicas como as privadas na Islândia lidam com as suas próprias admissões. Os estudantes candidatam-se a um curso de estudos específico e cada programa tem seus próprios requisitos. Estes são geralmente um teste de nível básico de matrícula, mas às vezes um número mínimo de créditos em certas disciplinas no ginásio escolar ou mesmo passar um trabalho prático de entrada é necessário. Os estudantes estrangeiros devem inscrever-se meio ano antes do primeiro semestre, mas o prazo para os cidadãos nórdicos não é tão rigoroso.

### Malta
Em Malta, a admissão é feita após um bom desempenho em provas vocacionais que são uma versão local equivalente ao Certificado Geral de Educação (General Certificate of Education, em inglês).

### Noruega
Na Noruega, todos os candidatos são admitidos em programas de licenciatura através do Serviço de Admissão de Universidades e Faculdades Norueguesas, que classifica os estudantes qualificados com base num esquema de pontos, que é baseado tanto em notas, entrevistas vocacionais e no grau de especialização e escolha de área do conhecimento na educação secundária (educação média), como na idade. No nível do Mestrado, a admissão é baseada tanto em entrevistas vocacionais como na média de notas no nível da Licenciatura.

### Países Baixos
Nos Países Baixos, os futuros alunos têm que escolher, dois anos antes da graduação da educação secundária (educação média), um tipo de graduação (por exemplo, graduação em ciências naturais). As licenciaturas nas universidades holandesas aceitam livremente todos os alunos que escolheram o tipo de graduação correto (por exemplo, para se matricular em física, o tipo de graduação requerido é "ciências naturais"). Todos os outros alunos que na escola secundária fizeram um tipo de graduação diferente do requerido têm que passar numa prova básica vocacional administrada internamente pela própria universidade para se inscrever (isto é uma exceção). Esta prova não tem prazo de validade, podendo o futuro aluno usá-la para se matricular em qualquer momento posterior. Áreas do conhecimento populares, nomeadamente a medicina e a odontologia (medicina dentária) têm um numerus fixus, o que significa que um número limitado de alunos se pode inscrever para esta área numa determinada universidade. Para decidir quem é permitido nestas áreas populares, são realizadas umas lotarias nas quais as notas influenciam as chances de serem escolhidos (um indireto e incompleto numerus clausus).

### Portugal
Em Portugal, a admissão em cursos de educação superior nas universidades públicas é uma das mais exigentes e restritivas a nível europeu requerendo para além da credencial da educação secundária, "Diploma de Ensino Secundário", que é alcançado após completar com aprovação todas as disciplinas do curso da educação secundária, a aprovação obrigatória dos candidatos em vários exames nacionais centralizados e padronizados usados como provas de ingresso para cada disciplina, a obtenção de notas mínimas ns provas de ingresso e na média final da candidatura calculada em função do peso atribuído por cada universidade às provas de ingresso requeridas, a aprovação num concorrido concurso conduzido a nível central com um número limitado de vagas (numerus clausus), para além da realização de exigentes pré-requisitos para determinadas licenciaturas. Os alunos devem ter estudado as áreas para os quais estão entrando para serem preparados para as provas de admissão. Além disso, os alunos dos cursos científico-humanísticos são obrigados a ser previamente especializados numa área específica da escola secundária, numa das quatro seguintes: Ciência e Tecnologia, Ciências Socioeconômicas, Línguas e Humanidades ou Artes. Os estudantes participam num ou mais exames nacionais de admissão, e numa competição feroz no Concurso nacional para instituições públicas ou no Concurso local para instituições privadas. Além de passar nos exames de admissão, os alunos ainda devem preencher os exigentes pré-requisitos específicos para a licenciatura pretendida. A candidatura é muita limitada; a cada ano, a instituição estabelece um restrito número de vagas. Para além disso, a validade das provas de ingresso é muito limitada, apenas 3 anos. Para as universidades públicas, os resultados dos exames contam para a nota final de candidatura, que inclui as notas médias da educação secundária. Em seguida, os alunos têm que escolher seis pares instituições/cursos que preferem cursar, em ordem preferencial. No entanto, os alunos só se podem candidatar se atingirem as notas mínimas necessárias para o par instituição/curso desejado, em função das notas mínimas requeridas pela universidade. (ver também Educação em Portugal)

### Suécia
A admissão na Suécia apenas requer a conclusão da educação secundária (educação média), juntamente com as qualificações específicas adequadas (por exemplo, ciência na educação secundária para estudar ciência na universidade). Os futuros alunos são admitidos com base na sua média de pontos ou SAT, embora em algumas universidades as licenciaturas mais populares como teatro e arquitetura possam requerer algum trabalho prático extra.

## América

### Brasil
Para entrar numa universidade no Brasil, os candidatos devem passar por uma prova pública aberta chamado "Vestibular", que dura cerca de 1 semana e tem lugar uma vez por ano. Algumas universidades podem administrar o Vestibular duas vezes por ano, por duas admissões anuais em vez de apenas uma. Essa opção é popular entre as universidades privadas, enquanto as universidades públicas geralmente administram vestibular apenas uma vez por ano (em novembro, dezembro ou janeiro). As universidades oferecem um número limitado de vagas, e os candidatos com melhor classificação de acordo com a classificação geral do Vestibular são selecionados para admissão. Embora o formato Vestibular mude de universidade para universidade, ele normalmente consiste numa prova de uma longa semana em disciplinas obrigatórias da educação média (educação secundária), tal como Matemáticas, Físicas, Química, Biologia, História, Geografia, Língua e Literatura Portuguesa e uma Língua Estrangeira - geralmente Inglês. As universidades privadas geralmente "condensam" os exames desta semana longa em alguns dias, mas algumas universidades públicas ainda requerem uma maratona de uma longa semana.
Desde que as universidades públicas são completamente livres de propinas, a competição no vestibular é geralmente feroz para uma vaga numa universidade pública. Devido ao elevado número de candidatos, o Vestibular em algumas universidades públicas pode incluir uma fase preliminar de eliminação (conhecida como "Primeira Fase"), geralmente consistindo em questões de escolha múltipla e realizada entre um e dois meses antes da prova. Uma pontuação de nota mínima é normalmente necessária na fase de eliminação para avançar para a segunda parte do vestibular.

#### Sistema Nacional de Admissão Unificado
Nos últimos anos, os critérios de admissão das universidades foram consideravelmente alterados pela introdução pelo governo federal de uma nova prova nacional de nível médio (nível secundário) conhecida como ENEM (Exame Nacional do Ensino Médio) e pela criação de um sistema universitário unificado de aplicação nacional conhecido como SISU (Sistema de Seleção Unificada). Candidatos em qualquer Estado brasileiro podem agora matricular-se para admissão em cursos disponíveis no sistema SISU, mesmo que o curso do seu interesse seja oferecido por uma universidade de fora do seu Estado. A vagas de qualquer curso dentro do sistema são preenchidas com base na classificação dos candidatos, em ordem decrescente, de acordo com a classificação geral no ENEM. O processo de candidatura está dividido em três fases e os candidatos que falham na obtenção de uma vaga num par licenciatura/universidade de interesse numa determinada fase podem voltar a candidatar-se à mesma licenciatura ou a um par licenciatura/universidade diferente nas fases subsequentes.
Em teoria, qualquer universidade brasileira, seja pública ou privada, é livre de aderir ao sistema SISU e selecionar o seu conjunto de novos alunos com base nos resultados do ENEM. Hoje, a maioria das universidades públicas aderiu ao SISU, mas algumas delas, mais concretamente algumas das mais prestigiadas universidades federais (por exemplo, UNIFESP, UFRJ, UFMG, UFRGS) mantiveram as suas próprias provas vestibulares independentes, para além do ENEM nacional, quer seja para admissão em todos ou parte dos seus cursos de licenciatura.
Às vezes o ENEM substitui a antiga Parte eliminatória I ("primeira fase") do Vestibular. Alternativamente, os resultados do ENEM podem ser usados como parte da classificação geral final no Vestibular. Mais raramente, algumas universidades públicas decidiram não usar as notas do ENEM e continuam a basear os seus critérios de admissão apenas no Vestibular. Exemplos notáveis deste último grupo incluem as escolas militares federais de maior prestígio como ITA e IME e, a partir de 2010, as mais prestigiadas universidades estaduais de pesquisa do estado de São Paulo (USP e UNICAMP). A resistência ao ENEM entre algumas das mais prestigiadas universidades públicas vem principalmente da sua própria percepção de que o exame federal nacional é menos seletivo/rigoroso que o antigo Vestibular independente.

#### Quotas de admissão
Outro importante desenvolvimento recente nas admissões universitárias no Brasil tem sido a introdução na maioria das universidades federais de um sistema de quotas em que um certo número de vagas é reservado a priori para candidatos de um certo contexto racial/étnico que tenham completado os seus estudos pré-universitários exclusivamente numa escola pública (isto é, financiada pelo Estado). Candidatos que se qualifiquem podem-se candidatar a uma licenciatura sob o sistema de quotas através do sistema SISU nacional ou diretamente na universidade da sua escolha (no caso de a universidade usar tanto o seu vestibular independente quanto o exame nacional ENEM para selecionar candidatos). Novamente, como uma exceção notável, as seletivas escolas militares federais e as universidades estaduais de São Paulo até agora se recusaram a usar qualquer sistema de quotas baseado na raça ou no contexto público ou privado das escolas secundárias. A USP e a UNICAMP, no entanto, instituíram um "programa de inclusão social" cego à raça que dá um bónus na média final do Vestibular aos candidatos que vêm das escolas secundárias públicas, aumentando assim as suas chances de garantir um lugar em certos cursos universitários do seu interesse, sem necessariamente de usar uma quota pré-determinada.

## Ásia

### Índia
Na Índia, a maioria das universidades participa de um ou outro procedimento de admissão centralizado. No verão de 2011, uma instituição indiana esperava pontuação de 100% para obter admissão, destacando a crise de confiança na qualidade da educação secundária indiana em geral e também as limitações do processo de admissão. Na Índia, quase todas as melhores universidades privadas têm lugares reservados para a designada quota de gestão ("management quota"). Os testes e as entrevistas nacionais são organizados por um órgão independente composto por membros das organizações participantes. Pouco peso é dado ao histórico académico dos candidatos e mais aos resultados dos exames. Os candidatos são classificados por notas dos exames e submetem as suas preferências de universidades / programas com base na sua classificação e na sua escolha.

## África

### Nigéria
Na Nigéria, as admissões à graduação em universidades, politécnicos, monotécnicos e faculdades de educação e agricultura são administradas por uma agência governamental federal centralizada conhecida como Conselho Conjunto de Admissões e Matrícula (em inglês: Joint Admissions and Matriculation Board, JAMB). O organismo conduz o Exame de Matrícula Terciária Unificada (em inglês: Unified Tertiary Matriculation Examination, UTME) para os candidatos a universidades, politécnicos, monotécnicos e faculdades de educação e estudantes de agricultura que procuram ingressar em instituições educativas superiores na Nigéria. Os alunos que obtiverem a nota mínima de 180 pontos no JAMB_UME são convidados pela instituição da sua escolha para um segundo exame de admissão denominado teste de aptidão Pós-UTME (em inglês: Post-UTME), que é realizado por instituições de educação superior individuais.